# Aeginura grimaldii
Aeginura grimaldii är en nässeldjursart som beskrevs av Maas 1904. Aeginura grimaldii ingår i släktet Aeginura och familjen Aeginidae. Inga underarter finns listade i Catalogue of Life.

## Bildgalleri

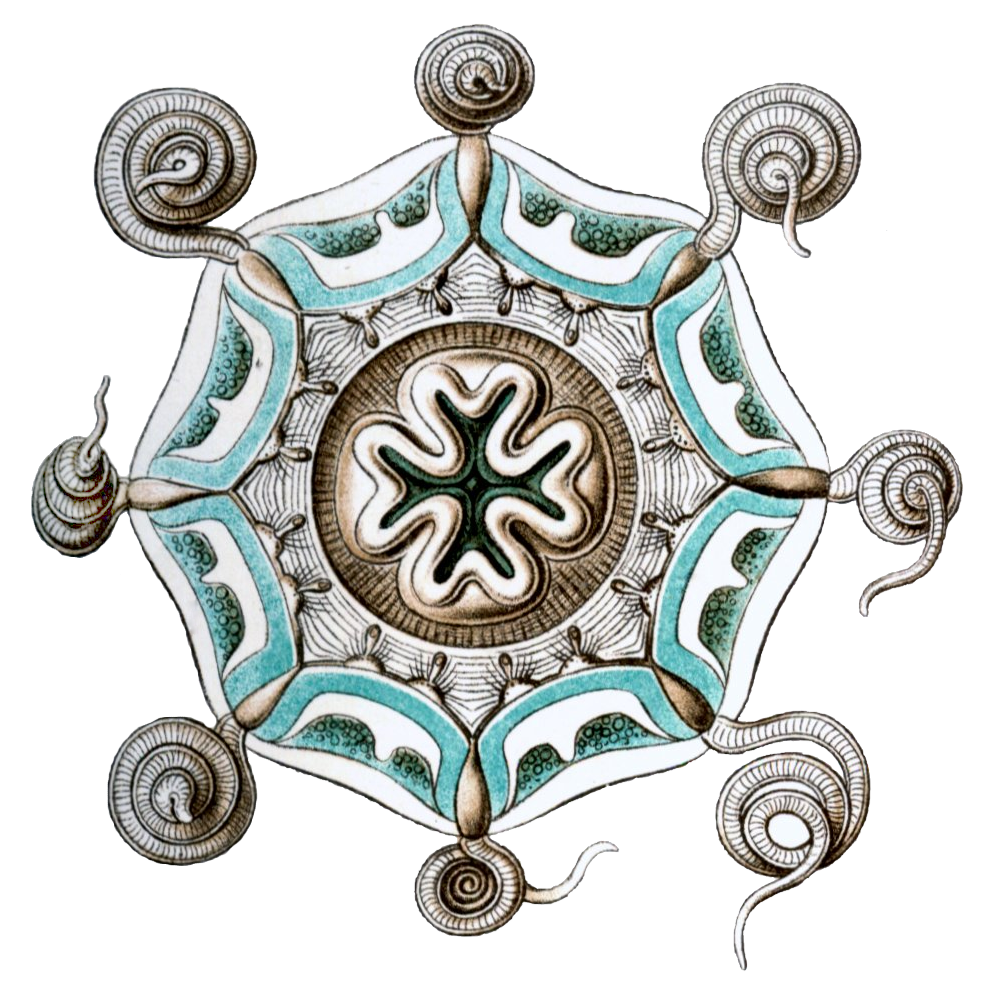